# بوب كوك
بوب كوك هو لاعب هوكي الجليد كندي، ولد في 6 يناير 1948 في غريتر سودبوري في كندا، وتوفي في 29 مارس 1978.

## وصلات خارجية
- بوب كوك على موقع EliteProspects.com (الإنجليزية)
- بوب كوك على موقع HockeyDB.com (الإنجليزية)
- بوب كوك على موقع Hockey-Reference.com (الإنجليزية)